# Cyril Delevanti
Cyril Delevanti (ur. 23 lutego 1889 zm. 13 grudnia 1975) – angielski aktor filmowy i telewizyjny.

## Filmografia
seriale
- 1952: The Ford Television Theatre jako Silk
- 1961: Ben Casey jako sędzia Pokoju Simms
- 1965: Run for Your Life jako sędzia Kleiner
- 1968: It Takes a Thief jako John B. Cannon

film
- 1931: Arrowsmith jako członek komisji
- 1943: Upiór w operze jako Buchalter
- 1964: Noc iguany jako Nonno
- 1974: Black Eye jako Talbot

## Nagrody i nominacje
Za rolę Nonno w filmie Noc iguany został nominowany do nagrody Złotego Globu.